# Mieczysław Znamierowski
Mieczysław Znamierowski, pierwotnie Markus Znamirowski (ur. 22 listopada 1896 w Warszawie, zm. 22 listopada 1985 w Los Angeles) – polski reżyser filmowy i architekt wnętrz żydowskiego pochodzenia.

## Życiorys
Pochodził z rodziny aszkenazyjskich Żydów, był synem radcy prawnego Markusa Znamirowskiego oraz Tauby (Teofili) Nechy z domu Kirszblat lub Kirszblum.
W 1934 wydał film Córka generała Pankratowa, sukces produkcji zmotywował go do spróbowania swoich sił zagranicą. Pod koniec 1937 przeniósł się do Stanów Zjednoczonych, gdzie zatrudniła go wytwórnia Metro-Goldwyn-Mayer. W fabryce snów nie osiągnął jednak takiego samego sukcesu jak w rodzimym kraju.
W 1938 miał zadebiutować jako reżyser dubbingu, Walt Disney wyznaczył go do zrealizowania polskiej wersji językowej do filmu Królewna Śnieżka i siedmiu krasnoludków. Dubbing powstawał najprawdopodobniej w jednym ze studiów filmowych w Los Angeles, a głosu postaciom użyczali okoliczni polscy aktorzy scen kalifornijskich. Znamierowski przerwał pracę w połowie nagrań, gdyż amerykański akcent imigrantów był zbyt mocny. Poprosił ponadto by polską wersję nagrano na nowo w Warszawie.
Wkrótce Mieczysław zmienił profesję, zaczął zajmować się projektowaniem wnętrz. Przeważnie odpowiadał za wystrój domów hollywoodzkich elit; m.in. Judy Garland. W środowisku amerykańskim posługiwał się wymyślonym imieniem Michael Gastone, z powodu trudności jaką Amerykanie mieli z wymową jego prawdziwego nazwiska. Na początku 1974 roku po raz pierwszy po wojnie odwiedził Polskę; planował nawet wrócić na stałe, ale miał już niemal 80 lat i zaczynał podupadać na zdrowiu. Pod koniec życia poświęcał się przede wszystkim działalności swojego studia projektowego.

## Życie prywatne
22 czerwca 1930 roku w Warszawie ożenił się z młodszą o trzynaście lat Ireną Birnholz. Małżeństwo rozpadło się po zaledwie pięciu latach, lecz ich rozwód został orzeczony dopiero 30 października 1949 roku. Znamierowski odnowił kontakt z byłą żoną na początku lat 50. i ściągnął ją do Stanów Zjednoczonych, a 23 marca 1956 roku w Los Angeles ożenił się z nią po raz drugi. Irena zmarła dwa lata później, para była bezdzietna.
Został pochowany na Hillside Memorial Park Cemetery w Culver City.

## Filmografia
- 1932: Rok 1914 (pomoc reżyserska)
- 1933: Dzieje grzechu (asystent reżysera)
- 1934: Córka generała Pankratowa (reżyseria)
- 1935: Wacuś (asystent reżysera)
- 1935: Kochaj tylko mnie (asystent reżysera)
- 1935: Dodek na froncie (asystent reżysera)
- 1936: Róża (kierownik zdjęć)
- 1936: Barbara Radziwiłłówna (kierownik produkcji)
- 1938: Kościuszko pod Racławicami (kierownik produkcji)
- 1939: Przeminęło z wiatrem (montaż)[2]